# Lettera d'amore (Vermeer)

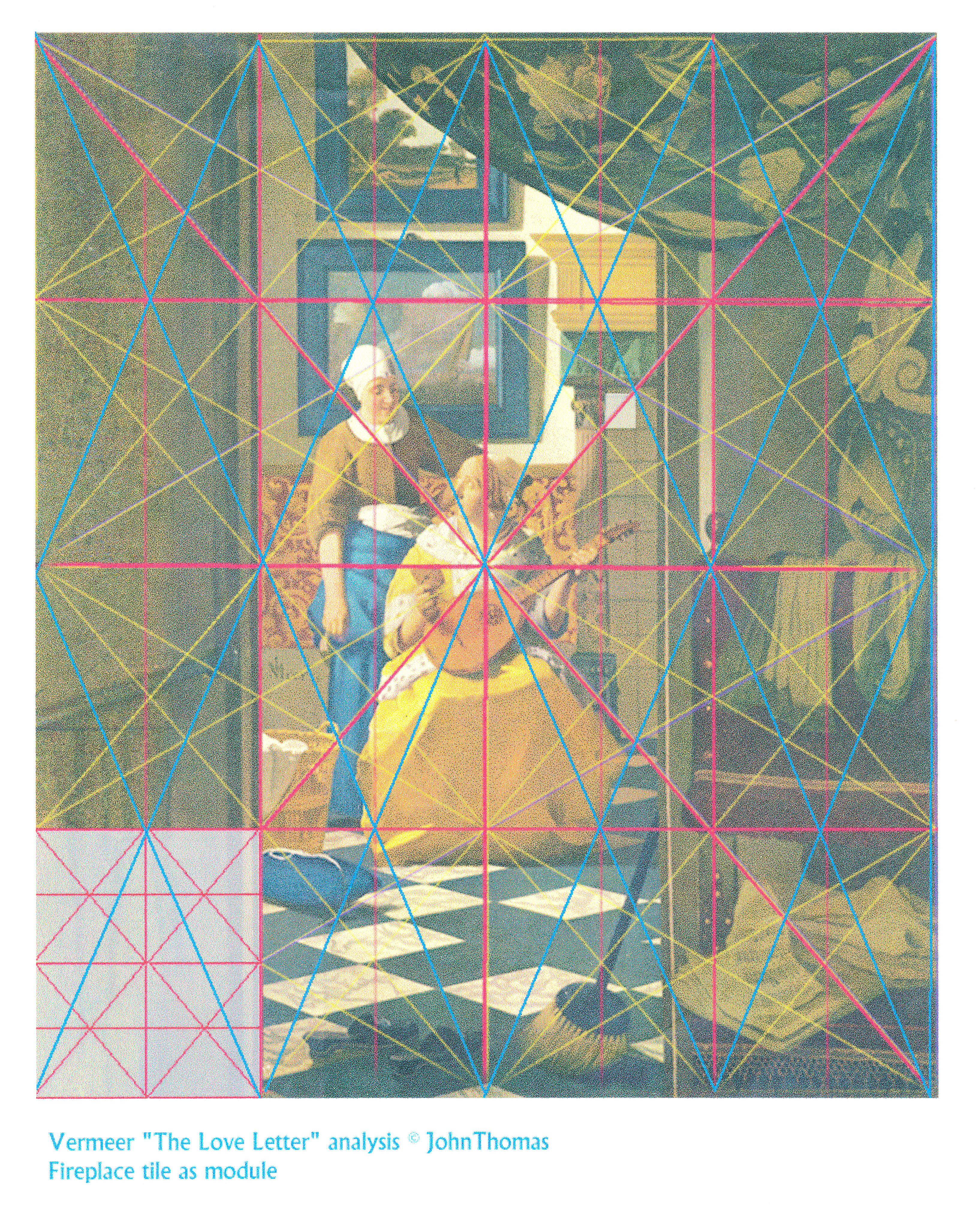
Schema compositivo

La Lettera d'amore è un dipinto olio su tela (44x38 cm) di Jan Vermeer, databile al 1669-1670 circa e conservato nel Rijksmuseum di Amsterdam. È firmato "IVMeer" sulla parete poco sopra il cesto.

## Storia
L'opera potrebbe essere il numero 6 nel catalogo dell'asta Dissius tenutasi ad Amsterdam nel 1696. È documentata comunque con sicurezza solo dal 1892, quando fu acquistata in un'asta dall'Associazione Rembrandt e donata l'anno dopo al museo.
Nel 1971 la tela fu rubata tagliandola via dal telaio: ne conseguì la perdita di circa mezzo centimetro di superficie dipinta su ogni lato.
La datazione, alla fase tarda, si basa su questioni stilistiche. Il nitore e l'affollamento di oggetti nella stanza ricordano opere come l'Allegoria della Fede cattolica, mentre la particolare composizione della sequenza di stanze fu ispirata probabilmente da opere di Pieter de Hooch degli anni sessanta, quali la Coppia con pappagallino (1668) nel museo di Colonia.

## Descrizione e stile
Si tratta dell'unico dipinto in cui Vermeer costruisce la scena al di là di una porta. Nel primo piano, in un'anticamera, stanno oggetti in ombra appoggiati su una sedia (una sciarpa, dei fogli da musica accartocciati) e una tenda scostata (un repoussoir) presso quella che sembra una carta geografica scolorita appesa, mentre al centro, in un efficace taglio sui terzi, si svolge all'interno di una stanza illuminata, la scena principale. Una signora, indossante la veste da camera in raso giallo bordata di ermellino che compare in numerose altre opere dell'artista e che dovette davvero appartenere a sua moglie (stando agli inventari di casa Vermeer), ha smesso temporaneamente di suonare il liuto, che ha in grembo, per ricevere una lettera dalla servitrice in piedi dietro di lei. La ragazza, dai capelli biondi raccolti in una cuffia e indossante orecchini di perla, si volge verso la fantesca in favore di luce, e quest'ultima la riguarda portando una mano in vita e ammiccando con una certa complicità, forse per rassicurare la signora della bontà del messaggio contenuto. La composizione ricorda quella della Fantesca che porge una lettera alla signora.
La luce spiove da sinistra e illumina un quieto interno domestico, raccontato come al solito con grande cura. Si vedono un alto camino classicheggiante, un fregio di tappezzeria a motivi rossi e dorati, e alcuni oggetti che alludono alla normale vita quotidiana: un cesto della biancheria, un cuscino da ricamo azzurro, uno scopino e due zoccoli in primo piano, sul pavimento a quadri bianchi e neri. Alla parete stanno appesi un paesaggio campestre e una marina. Il mare calmo di tale "dipinto nel dipinto" alluderebbe all'amore felice, e la barca a vele spiegate si trova talvolta nelle raccolte di emblemi col motto "anche se sei lontano, non lo sei dal cuore".